# 比丘尼

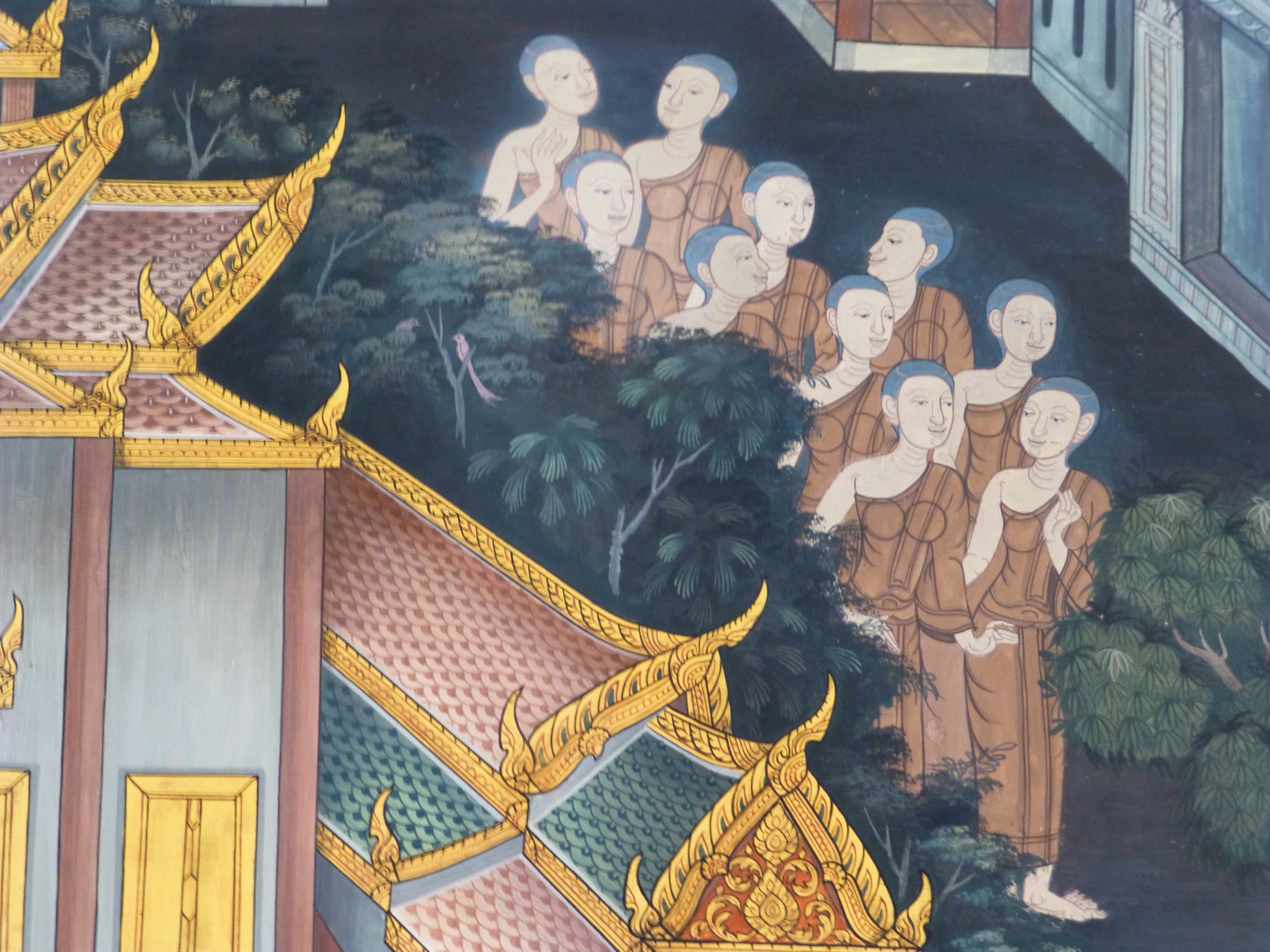
泰国寺院壁画上的比丘尼

比丘尼（羅馬化：bhikṣunī），又譯為苾芻尼，舊譯除饉女，有「怖魔、乞士、淨命、淨持戒、破惡」之多種含意，漢語稱尼師、師太、女尼、尼僧，比丘尼則是指受過具足戒的佛教女性出家僧侶。「尼」在梵語中是女性詞尾，比丘與比丘尼合稱出家二眾。
受沙彌尼十戒的稱為沙彌尼，受了式叉摩那戒者，稱為式叉尼，受具足戒者为比丘尼。華人民間把沙彌尼、式叉尼、比丘尼等一律統稱尼姑，但尼姑一詞可能被佛門中人被視為差別用語。

## 歷史
在佛教僧團中，第一位出家的比丘尼，是養育釋迦牟尼佛長大的姨母大愛道比丘尼。在釋迦佛陀時代，修行成就的比丘尼甚多，著名的有神通第一的蓮花色比丘尼。
印度傳統上對女性有歧視，但佛允許建立比丘尼僧團，讓印度女性有多一個選擇。至部派佛教時期，阿育王派僧伽密多（Sanghamitta）比丘尼僧團遠渡斯里蘭卡，在錫蘭建立起上座部的比丘尼僧團。後在公元435年，錫蘭派十一位比丘尼僧團前往當時的中国，為漢地的比丘尼授二部僧戒，漢傳佛教地區就有比丘尼戒傳承。漢傳佛教地區的比丘尼戒，源自於上座佛教，分別由分別說部以及法藏部傳至中國，直到今日尚有傳承。
1996年，斯里蘭卡引韓國比丘尼僧團前往授戒。第一位斯里蘭卡復興比丘尼的是庫蘇馬比丘尼（Bhikkhuni Kusuma）。現時上座佛教已經復興比丘尼傳承，比丘尼僧團包括：斯里蘭卡，以及泰國第一位比丘尼達曼納達比丘尼（俗名Chatsumarn Kabilsingh）。西方第一位上座部比丘尼艾雅·凱瑪（Ayya Khema），澳洲第一批上座佛教四位受具足戒的尼眾。香港第一位上座佛教比丘尼聖悦比丘尼 (Bhikkhunī Uttaranandī ），在美國、英國乃至歐洲亦恢復了比丘尼僧團。
華人世界中，中國大陸因文化大革命影響，比丘尼戒傳承一度斷絕，只剩港澳、馬來西亞、新加坡及台灣，尚有比丘尼戒傳承。但隨著中國改革開放，經過被尊為近代中國第一比丘尼的隆蓮比丘尼的復興及傳二部僧戒，中國大陸的比丘尼傳統也已恢復。

## 戒律
巴利律比丘尼有311條戒。8條驅擯戒；17條暫時拘留戒；30條懺悔心墮落戒；166條心懺悔戒；75條學處戒。

## 現代發展
但是有一些戒律是專門為了比丘尼（比丘尼戒約漢傳是348條, 南傳是311條）而設定，其中最受爭議的是八敬法。非在波羅夷法及僧殘法中，繼承了分別說部的巴利律166條心懺悔戒裡有八敬法的規定。
現代被部分佛教徒認為是歧視女性的規定。但由於這些規定是從佛陀時代所流傳下來的，認為應該廢除與不應廢除的分成兩種意見，各自引經律來說明。分別說部與說一切有部都有流傳有八敬法，但是大眾部只有敬法，沒有八敬法的規定，規定上較為寬鬆。漢傳佛教戒律源自於說一切有部，上座部佛教源自分別說部，傳統上都遵守八敬法。隨上座佛教各國恢復比丘尼僧團, 這八條戒與其他數百條戒都隨時地而有所變遷。台灣昭慧法師為首的比丘尼僧團更公開表示應廢除八敬法。
兩派爭論的焦點是八條戒是否在大愛道要求出家時，釋迦佛就制定八條戒。根據佛隨犯隨制戒的原則，此八條不可能在其姨母大愛道出家時就提出。主要是當中的大戒，是佛在悟道後十二年才制定。

## 延伸阅读
[在维基数据编辑]
 《佛學大辭典/比丘尼》，出自丁福保《佛学大辞典》
 《欽定古今圖書集成·博物彙編·神異典·尼部》，出自陈梦雷《古今圖書集成》

## 外部連結
- 釋惠敏-比丘尼受戒法與傳承之考察 （页面存档备份，存于）
- 菩提長老-上座部比丘尼僧團重建探討 （页面存档备份，存于）
- 李玉珍：〈女齋堂空門化的契機———從齋姑到比丘尼修行方式的轉變〉。